# Pordoipasset
Pordoipasset (2.239 m.o.h.) (italiensk: Passo Pordoi) er et bjergpas i Dolomitterne, som forbinder Canazei i Val di Fassa i provinsen Trentino med dalen Livinallongo (Kommune: Arabba) i provinsen Belluno. Vejpasset ligger mellem den såkaldte Sellagruppe og Marmoladagruppen.
Passet er en del af Sellaronda, som er en berømt turistvej. Heri indgår også Sellapasset, Gardenapasset og Campolongopasset.

## Galleri
- Sass Pordoi 2.950 m.o.h.[11]
- Pordoipasset til højre
- Skilift til Sass Pordoi
- Motionscykelløb på Passo Pordoi